# Matthias Ettrich
Matthias Ettrich, nemški računalnikar, * 14. junij 1972, Bietigheim-Bissingen, Nemčija.

## Delo na KDE
Ettrich je leta 1995 napisal LyX, WYSIWYG vmesnik za LaTeX.
Leta 1996 je začel s projektom KDE z namenom ustvariti lepo, uporabno in odprto grafično namizje  za UNIX z uporabo grafične knjižnice Qt. 
Ettrich je študiral računalništvo na Inštitutu za računalništvo Wilhelma Schickarda, na Univerzi v Tübingenu. 
6. novembra 2009 je za prispevek k prostemu in odprtokodnemu programju in (s tem) izjemnim doprinosom k inovacijam in širjenju znanja v javno dobro prejel najvišje nemško civilno odličje (Verdienstkreuz).